# Johannes Phocylides Holwarda
Johannes Phocylides Holwarda (Holwerd, 19 februari 1618 - Franeker, 22 januari 1651) was een wijsgeer.
Holwarda was buitengewoon hoogleraar in de logica (1639) en gewoon hoogleraar in de filosofie aan de Universiteit van Franeker.
Vrijheidlievend verdediger van de recta ratio, bestrijder van de aristotelisten, wijsgerig atomist, astronoom en ontdekker van de variabiliteit van een ster uit het sterrenbeeld Walvis, Mira Ceti.
Hij is bekend van zijn bekende werk Philosofia Naturalis (1651) en zijn bekendere Friesche Sterrekonst (1652).
- Biografisch Portaal: 23625071
- Digitale Bibliotheek voor de Nederlandse Letteren: holw009
- Gemeinsame Normdatei: 128502525
- International Standard Name Identifier: 0000 0000 5281 4576
- Library of Congress Control Number: nr2002031664
- Nederlandse Thesaurus van Auteursnamen: 071158049
- Istituto Centrale per il Catalogo Unico: BVEV072732
- Système universitaire de documentation: 255651635
- Virtual International Authority File: 28124923
- WorldCat: E39PBJvMxkf84dctjmkBFqk4bd